# Maggie Reilly
Maggie Reilly, właśc. Margaret Reilly (ur. 15 września 1956 w Glasgow) – szkocka wokalistka, zasłynęła przede wszystkim dzięki współpracy z Mikiem Oldfieldem – wystąpiła na pięciu jego albumach. Jej wokal można usłyszeć między innymi w utworach „Family Man”, „Moonlight Shadow”, „Foreign Affair” i „To France”.

## Życiorys
We wczesnych latach 70. XX w. występowała w lokalnym zespole „Joe Cool”, który później zmienił nazwę na „Cado Belle” i w 1976 roku wydał pierwszy album. Trzy lata później wokalistka spotkała Mike’a Oldfielda, który zaproponował jej udział w tworzeniu płyty QE2, a następnie trzech kolejnych – Five Miles Out, Crises i Discovery. W 1989 roku ponownie współpracowała z Oldfieldem przy jego płycie Earth Moving.
Debiutancki solowy album Maggie Reilly, zatytułowany Echoes, ukazał się w 1992 roku i zawierał utwory „Everytime We Touch”, „Tears in the Rain” i „Wait”, które zdobyły uznanie publiczności. Kolejne płyty artystki to Midnight Sun (1993), Elena (1996), There and Back Again (1998), Starcrossed (2000), Save It for a Rainy Day (2002), Rowan (2006) i Heaven Sent (2013), Starfields (2019).

## Dyskografia

### Współpraca lub gościnnie
- Cado Belle – Cado Belle (1976)
- Jim Wilkie – The Waxer (1979)
- Mike Oldfield – QE2 (1980)
- Mike Oldfield – Five Miles Out (1982)
- Doll by Doll – Grand Passion (1982)
- Mike Oldfield – Crises (1983)
- Dave Greenfield – & J.J. Burnel Fire & Water (1983)
- Peter Blegvad – Naked Shakespeare (1983)
- Mike Oldfield – Discovery (1984)
- Mike Oldfield – The Complete (1985)
- Mason & Fenn – Profiles (1985)
- Flairck – Sleight of Hand (1986)
- Mike Batt – The Hunting of the Snark (1986)
- Mike Oldfield – Earth Moving (1989)
- Jack Bruce – Willpower (1989)
- The Sisters of Mercy – Vision Thing (1991)
- Lesiëm – Times (2003)
- Lesiëm – Auracle (2004)
- Flairck – Sleight of Hand (1986)
- Jack Bruce – Somethin’ Else (1992)
- Mike Oldfield – Elements – The Best of Mike Oldfield (1993)
- Jack Bruce – Cities of the Heart (1993)
- The Lenny MacDowell Project – Lost Paradise (1993)
- Artists For Nature – Earthrise, The Rainforest Album (1994)
- Colm Wilkinson – Stage Heroes (1994)
- Juliane Werding – Du Schaffst Es (1994)
- Jack Bruce – The Collectors Edition (1996)
- Mike Oldfield – XXV: The Essential (1997)
- Jack Bruce – Sitting on Top of the World (1997)
- Simon Nicol – Before Your Time / Consonant Please Carol (1998)
- Smokie – Wild Horses (1998)
- Smokie – Our Swedish Collection (1999)

### Albumy solowe
- Echoes (1992)
- Midnight Sun (1993)
- M.R. All the Mixes (1996)
- Elena (1996)
- There and Back Again (1998)
- Starcrossed (2000)
- Save It for a Rainy Day (2002)
- Rowan (2006)
- Heaven Sent (2013)
- Starfields (2019)